# Palaeocoprina colombiensis
Palaeocoprina colombiensis är en tvåvingeart som beskrevs av Marshall 1998. Palaeocoprina colombiensis ingår i släktet Palaeocoprina och familjen hoppflugor. Inga underarter finns listade i Catalogue of Life.